# Repique (tambor)
Las dimensiones del repique lo sitúan en el medio entre los tambores de candombe. Es más grande que el chico pero más pequeño que el piano y, en cuanto a registro, también está situado en el medio. Básicamente cuenta de un ritmo de 2 células de 2 negras donde se acentúa la 2.ª semicorchea de la primera negra y la primera y cuarta semicorchea de la 2.ª negra. Entre estos acentos que son tocados con la mano el palo rellena; este relleno depende totalmente del barrio y del tocador. El repique también cumple la función de llevar la clave (madera) sobre el casco del tambor y «conversa» con los otros repiques y con los pianos. Normalmente es el tambor que llama tanto a subir o bajar de tempo e intensidad como a cerrar y abrir el toque.
El repique es el que más improvisa y difícilmente se puede describir con lenguaje técnico su ritmo. 
Una base de ejemplo es: